# Scaricatore di porto

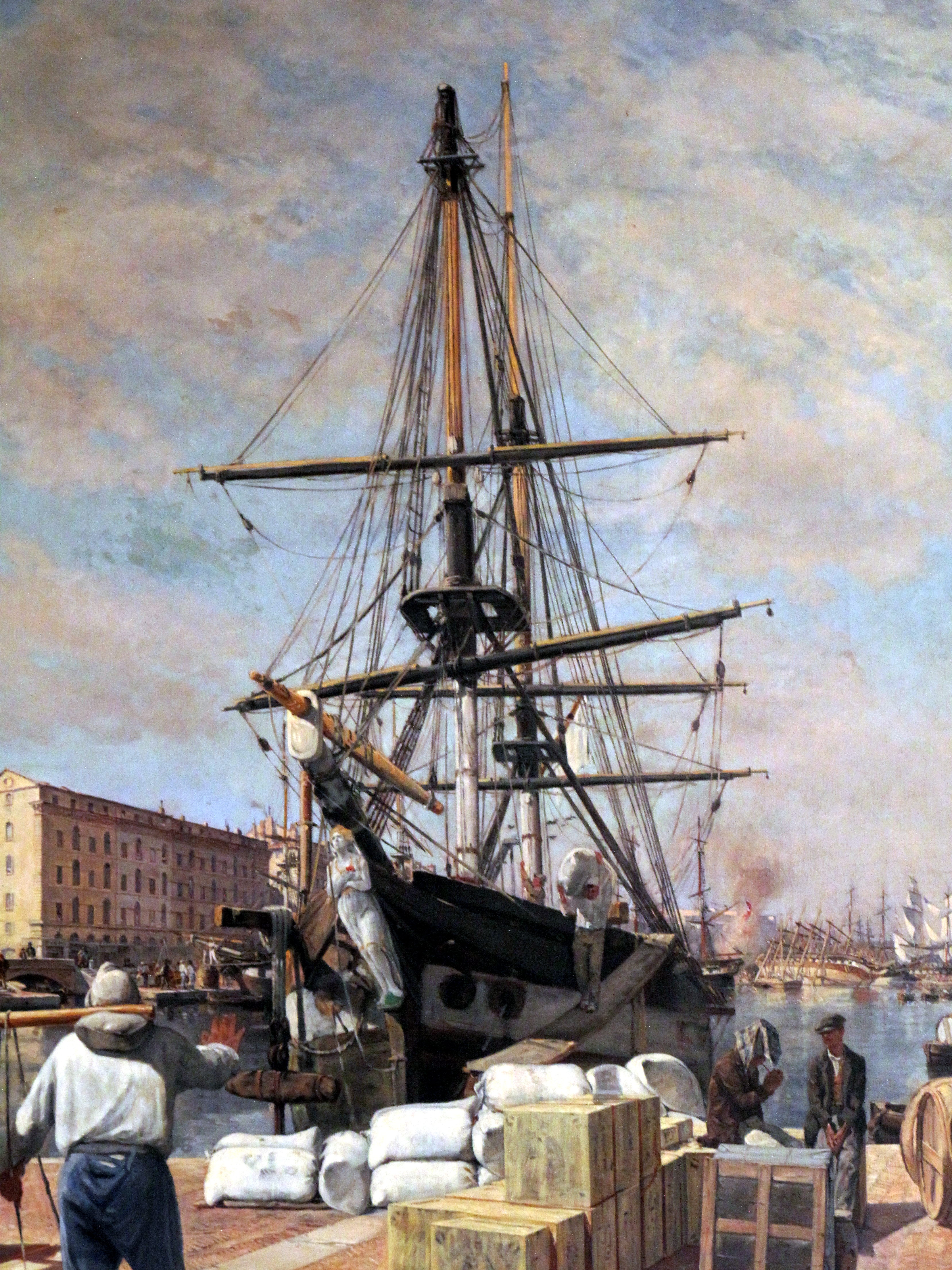
Déchargement d'un brick à Marseille (1876), Alphonse Moutte

Lo scaricatore di porto, anche detto stivatore o portuale, è un operaio che lavora nei porti ed è addetto al carico e scarico delle navi.

## Storia
Gli scaricatori di porto non avevano un lavoro fisso e, dopo essersi recati al molo delle località portuali al mattino, ricevevano un ingaggio giornaliero. I portuali londinesi chiamavano questa pratica standing on the stones ("in piedi sulle pietre"), mentre negli Stati Uniti veniva soprannominata shaping up ("prendere forma"). L'avvento dei container rese obsoleta la professione degli stivatori marittimi. Durante gli anni sessanta del Novecento, la richiesta degli scaricatori di porto si ridusse di oltre il 90%.

## Caratteristiche
Oltre che la conoscenza del funzionamento delle attrezzature di carico, l'addetto al carico e scarico delle merci navali deve essere al corrente delle tecniche di sollevamento e stivaggio del carico e della corretta manipolazione dei materiali pericolosi. Inoltre, lo scaricatore di porto deve essere dotato di una buona prestanza fisica ed essere in grado di eseguire attentamente gli ordini. Per scaricare una nave con successo, sono necessari molti scaricatori di porto. Dal momento che le navi sostano nei porti per un periodo di tempo tempo relativamente limitato, gli scaricatori di porto devono portare a termine i loro compiti rapidamente.
Prima che venissero introdotte le tecnologie usate per trasportare i container, gli uomini che caricavano e scaricavano le navi dovevano legare i carichi con una fune adottando particolari nodi di chiusura detti "nodi dello stivatore" e fissare le merci al gancio di una gru che posizionava gli oggetti sulle navi o sulla terraferma. Nella stiva di una nave con un carico misto dovevano venire posizionati dei divisori in legno, detti anche paglioli, al fine di evitare commistioni fra le merci imbarcate.

## Nella cultura popolare
Nel linguaggio comune, il termine "scaricatore di porto" viene anche usato per indicare una persona rozza e grossolana.